# Kasteel van Anvaing

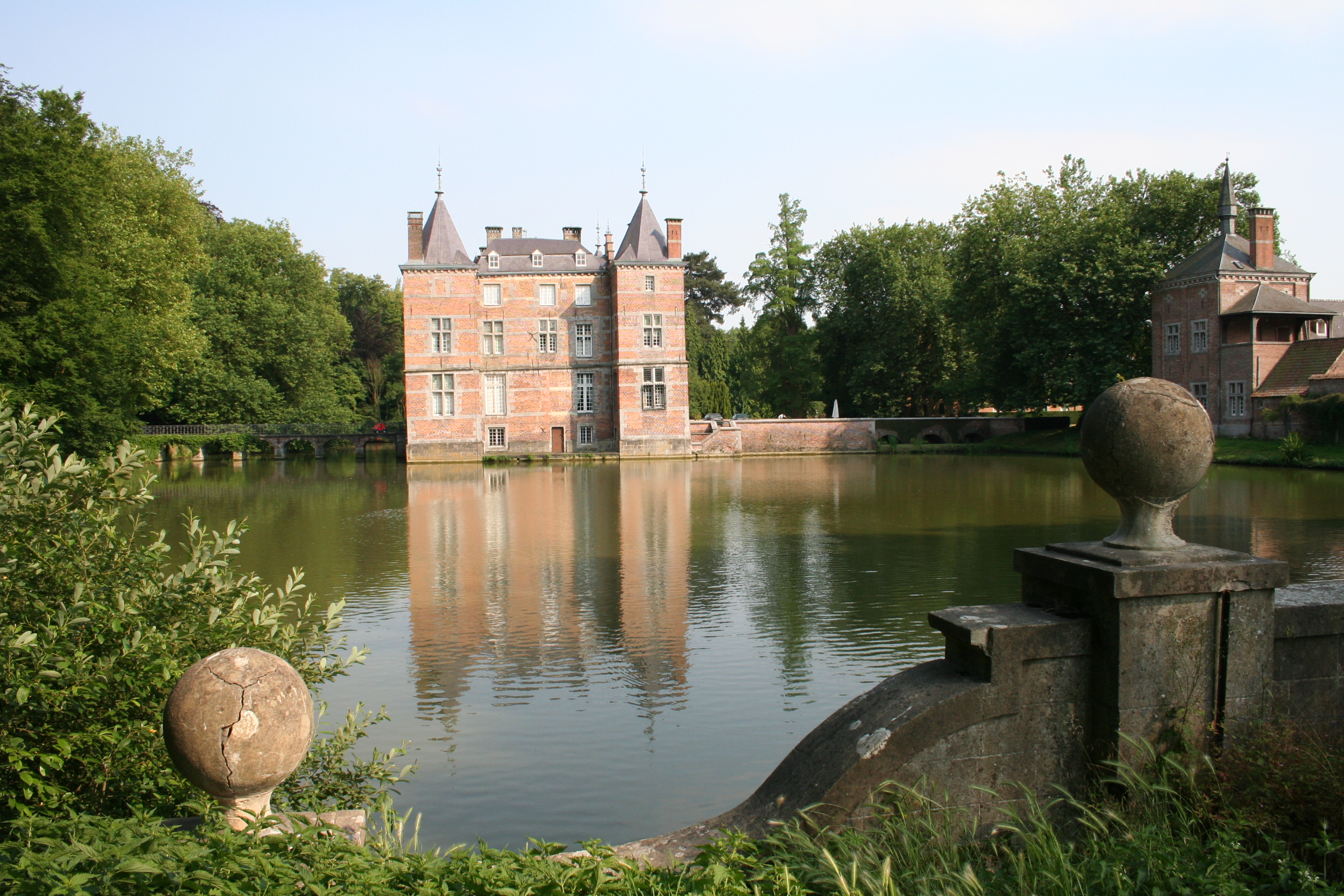
Het kasteel van Anvaing.

Het kasteel van Anvaing is een waterburcht in Anvaing in de provincie Henegouwen en hoofdverblijfplaats van de graaf de Lannoy.
Stephanie de Lannoy groeide op in dit kasteel, samen met haar familie.
Het kasteel is streng symmetrisch en heeft 4 hoektorens, die in de 19de eeuw werden verbouwd. Het interieur is Frans, en telt verschillende salons. De trap is in empirestijl uitgewerkt. 
De 18de-eeuwse tuinen zijn ook Frans van stijl en werden op last van de markies Jean de Mesgrigny aangelegd. De grote vijver aan het kasteel is gevuld met water uit de naburige rivier, de Rhosnes.
Op 28 mei 1940 was het kasteel het toneel van een belangrijke historische gebeurtenis: de Belgische capitulatie voor de Duitsers werd er ondertekend.
Het kasteel is niet voor publiek geopend.